# Церковь Преображения Господня (Александровка)
Церковь Преображения Господня (Преображенский храм, Храм во имя Преображения Господня) — православный храм в селе Александровка Ростовской области; Ростовская и Новочеркасская епархия, Азовское благочиние.
Адрес: 346741, Ростовская область, Азовский район, село Александровка, улица Советская, 43.

## История
В 1821 году между Чембурскими хуторами, образованными переселенцами из левобережной Малороссии, поселившихся вдоль реки Чембурки, из саманных кирпичей была сложена церковь Во имя трёх святителей: Василия Великого, Григория Богослова и Иоанна Златоустого. Все небольшие хутора, расположенные вокруг церкви, стали называться слободой Александровкой. В 1863 году саманная церковь была разобрана, и в центре слободы на площади была построена новая деревянная, освящённая в честь Преображения Господня. В 1900 году, уже в селе, была открыта церковно-приходская школа, первым директором которой был священник с фамилией Сидоренко. В 1905—1912 годах из кирпича в селе был построен новый храм Александра Невского, созданный на пожертвования жителей села. В это время в Александровке работали обе церкви.
В 1936 году в деревянной церкви был устроен клуб, который сгорел в ноябре этого же года. В следующем году на месте сгоревшего храма началось строительство нового клуба и создание возле него парка. После войны, в 1946 году, здесь же была построена сельская библиотека.
Касательно храма Александра Невского, то его начали разрушать в 1937 году. Из церковного кирпича построили выше указанный клуб, райисполком, правление колхоза и другие сельские постройки. Окончательно храм был разобран в 1940 году. Богослужения прекратились до оккупации села немцами во время Великой Отечественной войны. Богослужения совершались в частном доме, приспособленном под молитвенный. После войны службы прекратились совсем.
Только после распада СССР, в 1993 году, жители Александровки с благословения митрополита Ростовского и Новочеркасского Владимира, создали Свято-Преображенский приход. Сельская администрация выделила верующим помещение для богослужений, которое было дореволюционной постройки и находилось в плохом состоянии. Назначенный настоятелем прихода иерей Евгений Бабенцев вместе с прихожанами приложил немало усилий, чтобы отремонтировать дом, оборудовать в нём алтарь и иконостас. Службы в этом молитвенном доме начались в 1994 году.
28 августа 2006 года, приблизительно на том месте где стоял прежний деревянный храм, сгоревший в 1936 году, в Александровке началось строительство нового храма. Первое богослужение в нём было совершено 23 марта 2014 года. Освящение храма прошло 19 августа 2015 года, совершил его митрополит Ростовский и Новочеркасский Меркурий.
Настоятелем Преображенского храма в 2003 году был назначен иерей Элизбар Викторович Орлов, исполняющий свои обязанности по настоящее время.